# 1943 Kai: Midway Kaisen
1943 Kai: Midway Kaisen (1943改: ミッドウェイ海戦?), noto anche come 1943 Kai, è un videogioco sparatutto a scorrimento verticale sviluppato e pubblicato nel 1987 da Capcom. Il videogioco è una versione alternativa di 1943: The Battle of Midway, appartenente alla serie di videogiochi 194X dedicata agli aeroplani della seconda guerra mondiale.
Il gioco è incluso nella raccolta Capcom Arcade 2nd Stadium per Nintendo Switch, PlayStation 4, Xbox One e Microsoft Windows.

## Modalità di gioco
Il videogioco costituisce una sorta di versione ridotta di 1943: The Battle of Midway. È composto da dieci livelli, attraverso cui il velivolo protagonista del gioco, Super Ace (un Boeing-Stearman Model 75), deve abbattere gli aerei nemici.
Nella conversione per PC Engine sono stati inseriti anche altri cinque livelli.